# Jimmy King (cestista)
James Hal King, detto Jimmy (South Bend, 9 agosto 1973), è un ex cestista statunitense, professionista nella NBA, in Venezuela e in Polonia.
Più che per la sua carriera in NBA è famoso per quella nei college, assieme a Ray Jackson, Jalen Rose, Chris Webber e Juwan Howard formava i Fab 5 dell'Università del Michigan.

## Carriera
È stato selezionato dai Toronto Raptors al secondo giro del Draft NBA 1995 (35ª scelta assoluta).
Con gli Stati Uniti ha disputato i Campionati mondiali del 1998.

## Palmarès
- McDonald's All-American Game (1991)
- Campione CBA (1998)
- CBA Most Valuable Player (1998)
- All-CBA First Team (1998)
- CBA All-Defensive First Team (1998)